# Margit Kalocsai
Margit Kalocsai, także Krammer, później Gutermuth (ur. 27 grudnia 1909 w Budapeszcie, zm. 23 listopada 1993 w Érd) – węgierska gimnastyczka. Brązowa medalistka olimpijska z Berlina.
Zawody w 1936 były jej jedynymi igrzyskami olimpijskimi. Brązowy medal zdobyła w rywalizacji drużynowej. Węgierską drużynę tworzyły także Margit Csillik, Ilona Madary, Gabriella Mészáros, Margit Nagy, Olga Törös, Judit Tóth i Eszter Voit. 